# Discorotalia
Discorotalia es un género de foraminífero bentónico de la subfamilia Notorotaliinae, de la familia Elphidiidae, de la superfamilia Rotalioidea, del suborden Rotaliina y del orden Rotaliida. Su especie tipo es Polystomella tenuissima. Su rango cronoestratigráfico abarca desde el Oligoceno hasta el Mioceno medio.

## Discusión
Clasificaciones más modernas incluyen Discorotalia en la Familia Notorotaliidae.

## Clasificación
Discorotalia incluye a las siguientes especies:
- Discorotalia aranea †
- Discorotalia tenuissima †